# Anatole Koué
Anatole Koué (aussi orthographié Anatole N'Kouet ou Anatole Koé) dit Tola, né le 28 septembre 1961 à Bangui et mort le 31 décembre 2017 à Bangui, est un footballeur, homme politique centrafricain, humanitaire, homme d'affaires, ancien député et 2e vice-président de l'Assemblée nationale.

## Carrière
Il commence sa carrière de footballeur au sein du club des Diables rouges de Fatima, et devient par la suite directeur technique de la sélection nationale de football, dont il a été joueur dans les années 1980. Considéré comme la star du football centrafricain, il utilise son influence afin de rétablir la paix et la cohésion sociale durant la guerre civile qui éclate au sein du pays en 2013. 
Élu député du 3e arrondissement de Bangui en 2011, puis par la suite 2e vice-président de l'Assemblée nationale, il est également le fondateur de l'Association Les frères centrafricains qui œuvrent pour la paix, la sécurité et l'action sociale. Il crée parallèlement à ses fonctions évoqués les sociétés SOCATEX et COGECO dont il a été le Président Directeur Général.

## Décès
Il meurt le 31 décembre 2017 à l'hôpital communautaire de Bangui à l'âge de 56 ans. Il est élevé à titre posthume dans l'ordre du Mérite centrafricain au grade de commandeur.

## Vie privée
Neveu de l'ancien Président de la République André Kolingba , Anatole Koué est père de cinq enfants Willy Koue, Jennifer Koue, Sabrina Koue, Jessica Koue et Alberto Koue.

## Sources
- Bangui : Obsèques d'Anatole Koué alias Tola
- Centrafrique : Le monde sportif rend hommage à Anatole Koué